# Chróścina (Opole)
Pour les articles homonymes, voir Chróścina.
Chróścina est une localité polonaise du gmina de Dąbrowa dans la voïvodie et le powiat d'Opole.